# XLII Festival Internacional de Cinema Fantàstic de Catalunya
El Festival Internacional de Cinema Fantàstic de Catalunya 2009, va ser la 42a edició del festival, celebrada entre l'1 i el 12 d'octubre a Sitges. En aquesta edició la pel·lícula homenatjada va ser Alien. El film que va obrir el festival va ser REC 2 de Jaume Balagueró i Paco Plaza, el film que va tancar va ser The Road i la pel·lícula sorpresa La noia que somiava un llumí i un bidó de gasolina.
Aquesta edició del festival va obtenir el record de taquilla, amb un total de 60.000 entrades venudes, un 20% més que en l'edició del 2008.
El Jurat fantàstic va estar format per Neil Marshall, Amanda Plummer, Tuomas Riskala, John Saxon i Jordi Batlle Caminal.

## Secció Oficial Fantàstic Competició

### Films en competició[5]
- Yi ngoi (Accident) de Soi Cheang
- Accidents Happen, d'Andrew Lancaster
- Cold Souls, de Sophie Barthes
- Kynodontas (Canino) de Yorgos Lanthimos
- Dorian Gray, d'Oliver Parker
- Enter the Void, de Gaspar Noé
- Grace, de Paul Solet
- Heartless, de Philip Ridley
- Hierro, de Gabe Ibáñez
- Ingrid, d'Eduard Cortés
- Kinatay, de Brillante Mendoza
- La Horde, de Yannick Dahan i Benjamin Rocher
- Els últims dies del món, de Jean-Marie i Arnaud Larrieu
- Metropia, de Tarik Saleh
- Moon, de Duncan Jones
- Mr. Nobody, de Jaco Van Dormael
- Musashi: The Dream of the Last Samurai (Miyamoto Musashi: Soken Ni Haseru Yume) de Mizuho Nishikubo (Toshihiko Nishikubo)
- Ne te retourne pas (Don't Look Back) de Marina de Van
- Splice, experiment mortal, de Vincenzo Natali
- The Children, de Tom Shankland
- The Countess, de Julie Delpy
- Thirst, de Park Chan-wook
- TiMER, de Jac Schaeffer
- Yatterman, de Takashi Miike

## Orient Express
- 20th Century Boys - Chapter 2 de Yukihiko Tsutsumi.
- 20th Century Boys - Chapter 3 de Yukihiko Tsutsumi.
- Chaw de Shin Jung-won
- Goemon de Kazuaki Kiriya
- Haundae de Yoon Je-kyoon
- Ip Man. de Wilson Yip
- Merantau de Gareth Huw Evans
- Vengeance de Johnnie To

## Anima't
- Evangelion: 2.0 de Hideaki Anno i Kazuya Tsurumaki
- First Squad: The Moment of Truth de Yoshiharu Ashino, Misha Shprits i Aljosha Klimov
- Genius Party Beyond de Masaaki Yuasa, Shōji Kawamori, Shinichirō Watanabe, i Mahiro Maeda
- Na půdě aneb Kdo má dneska narozeniny? de Jiří Barta
- King of Thorn de Kazuyoshi Katayama
- Lascars d’Albert Pereira-Lázaro i Emmanuel Klotz
- El meu veí Totoro de Hayao Miyazaki
- El secret de Kells de Tomm Moore i Nora Twomey
- L'illa de l'oblit: Haruka i el mirall màgic de Shinsuke Sato
- Yona Yona Penguin de Rintaro

## Seven Chances
- Un lac de Philippe Grandrieux
- Mary and Max d'Adam Elliot
- La Maison Nucingen de Raúl Ruiz Pino.
- Palermo Shooting de Wim Wenders.
- La Terre de la folie de Luc Moullet
- Les yeux sans visage (1959) de Georges Franju.
- Youth Without Youth de Francis Ford Coppola

## Sitges Clàssics
- Alien (1979) de Ridley Scott.
- La taronja mecànica (1971) de Stanley Kubrick.
- El pou i el pèndol (1961). Roger Corman
- Zombi 2 (1979) de Lucio Fulci
- Malson a Elm Street (1984) de Wes Craven.
- Caçafantasmes (1984) d'Ivan Reitman

## Els altres Fantàstics: Imaginari i autoria al cinema català i espanyol
- ¡Bruja, más que bruja! (1977) de Fernando Fernán-Gómez
- Cada ver es (1981) d'Ángel García del Val
- El espíritu de la colmena (1973) de Víctor Erice
- El perro (1977) d'Antonio Isasi-Isasmendi
- El sueño del mono loco de Fernando Trueba
- La casa sin fronteras (1972) de Pedro Olea.
- La madre muerta (1993) de Juanma Bajo Ulloa. 1993.
- Las crueles (1969) de Vicente Aranda. 1969.
- Vampyres (1974) de José Ramón Larraz
- Viva la muerte! Autopsie du nouveau cinéma fantastique espagnol (3009) d'Yves Montmayeur

## Mondo Macabro
- Mahakaal (1993) de Tulsi i Shyam Ramsay
- Veerana (1988) de Tulsi i Shyam Ramsay

### Classes magistrals

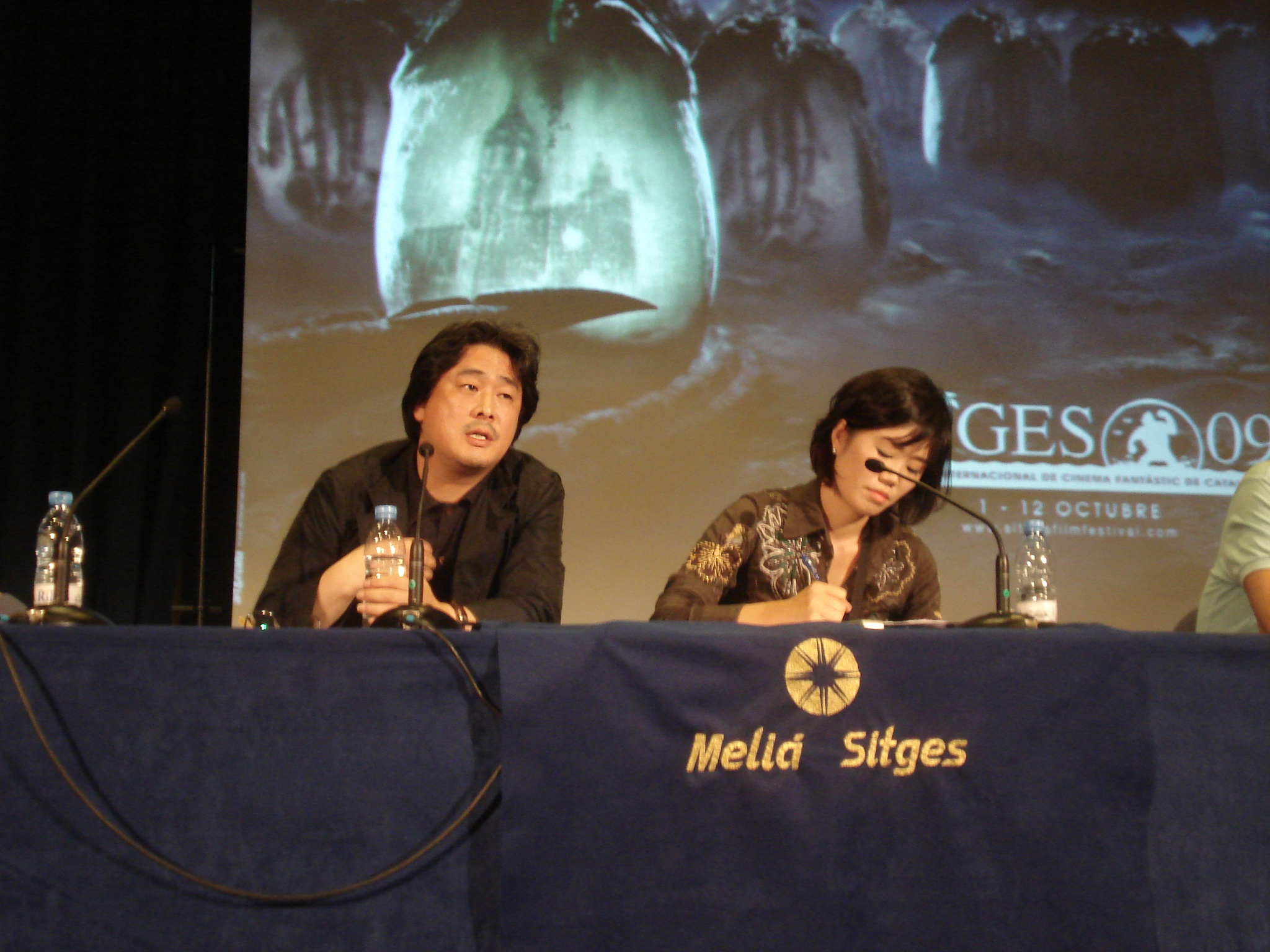
Chan-wook Park durant la clase magistral

## Palmarès[6][7]
| Categoria                                         | Premiat                                                                                | Treball                            |
| ------------------------------------------------- | -------------------------------------------------------------------------------------- | ---------------------------------- |
| Premi al millor director                          | Brillante Mendoza                                                                      | Kinatay                            |
| Premi a la millor pel·lícula                      | Moon                                                                                   | Duncan Jones                       |
| Premi especial del jurat                          | Enter the Void                                                                         | Gaspar Noé                         |
| Premi a la millor actriu                          | Elena Anaya                                                                            | Hierro                             |
| Premi a la millor actriu                          | Kim Ok-vin                                                                             | Thirst                             |
| Premi al millor actor                             | Sam Rockwell                                                                           | Moon                               |
| Premi al millor guió                              | Nathan Parker                                                                          | Moon                               |
| Premi a la millor fotografia                      | Benoît Debie                                                                           | Enter the Void                     |
| Premi al millor banda sonora                      | Teresa Barrozo                                                                         | Kinatay                            |
| Premi als millors efectes especials               | KNB EFX Group                                                                          | Splice, experiment mortal          |
| Premi al millor make-up                           | Kaatje Van Damme                                                                       | Mr. Nobody                         |
| Premi a la millor direcció artística              | Tony Noble                                                                             | Moon                               |
| Premi al millor Curtmetratge                      | Hattie Dalton                                                                          | One of these Days                  |
| Premi al millor Curtmetratge Menció especial      | Linus de Paoli                                                                         | The Boy Who Wouldn't Kill          |
| Premi Ciutadà Kane a la direcció revelació        | Kynodontas                                                                             | Yorgos Lanthimos                   |
| Premi de la Crítica José Luis Guarner             | Els últims dies del món                                                                | Germans Larrieu                    |
| Premi del Públic                                  | Benvinguts a Zombieland                                                                | Ruben Fleischer                    |
| Premi al millor llargmetratge d'animació          | Summer Wars                                                                            | Mamoru Hosoda                      |
| Premi al millor llargmetratge d'animació per nens | Pànic a la granja                                                                      | Stéphane Aubier Vincent Patar      |
| Premi al millor curtmetratge d'animació           | Le Petit Dragon                                                                        | Bruno Collet                       |
| Premi Orient Express                              | Ip Man                                                                                 | Wilson Yip                         |
| Premi Carnet Jove Fantàstic                       | Kynodontas                                                                             | Yorgos Lanthimos                   |
| Premi Carnet Jove Fantàstic                       | Els últims dies del món                                                                | Germans Larrieu                    |
| Premi Carnet Jove Midnight X-Treme                | Wasting Away                                                                           | Matthew Kohnen                     |
| Premi Noves Visions                               | Fri os fra det onde                                                                    | Ole Bornedal                       |
| Premi Noves Visions. Diploma Discovery            | Amer                                                                                   | Hélène Cattet i Bruno Forzani      |
| Premi Noves Visions Diploma no ficció             | Best Worst Movie                                                                       | Michael Stephenson                 |
| Premi Noves Visions. Menció Especial              | Van Diemen's Land                                                                      | Jonathan auf der Heide             |
| Premi Nova Autoria Millor direcció                | Javier Rodríguez Espinosa                                                              | Swingers                           |
| Premi Nova Autoria Millor guió                    | Robert Ors Griera                                                                      | 44987373-V                         |
| Premi Nova Autoria Millor música original         | Gonçal Perales Roy                                                                     | Golçal Perales Roi                 |
| Premi Nova Autoria Menció especial                | Tania Verduzco                                                                         | Pin up                             |
| Premi Méliès d'argent al millor llargmetratge     | The Eclipse                                                                            | Conor McPherson                    |
| Premi Méliès d'argent al millor curtmetratge      | One of this Days                                                                       | Hattie Dalton                      |
| Premi Méliès d'Or al millor llargmetratge         | Martyrs                                                                                | Pascal Laugier                     |
| Premi Méliès d'Or al millor curtmetratge          | Cold and Dry                                                                           | Kristoffer Joner, Bjørn Arne Odden |
| Premi Brigadoon a curtmetratge                    | Torbellino de hostias                                                                  | Adrián Cardona                     |
| Premi Ben & Jerry's                               | REC 2                                                                                  | Jaume Balagueró i Paco Plaza       |
| Premi Honorífic Màquina del Temps                 | Clive Barker Walter Hill Park Chan Wook Herschell Gordon Lewis Ivan Reitman            |                                    |
| Gran Premi Honorari                               | Malcom McDowell Viggo Mortensen                                                        |                                    |
| Premi Honorari "María"                            | Samuel Hadida Antonio Isasi-Isasmendi José Ramón Larraz Jordi Llompart Elías Querejeta |                                    |
| Premi Honorari "Nosferatu"                        | Jack Taylor                                                                            |                                    |

## Sitges Forum

### Classes magistrals[11]
- Chan-wook Park
- Jaume Collet-Serra
- Tarik Saleh
- Vincenzo Natali
- Clive Barker[12]

### Taules Rodones
- 30 anys de la revista Fangoria amb Tony Timpone
- Torna l'espai sideral amb Manuel Huerga, Ivan Engler i Duncan Jones[13]

### Trobades
- Àlex Pastor Vallejo i David Pastor
- Paul Naschy[14]